# Roger Bocquet
Roger Bocquet (Ginebra, 9 d'abril de 1921 - Ginebra, 10 de març de 1994) fou un futbolista suís de les dècades de 1940 i 1950.

## Trajectòria
Pel que fa a clubs, la seva carrera transcorregué majoritàriament al Lausanne Sports. Fou 48 cops internacional amb Suïssa, i marcà 2 gols. Participà en els Mundials del Brasil 1950 i Suïssa 1954. En aquest darrer Mundial, hi participà malgrat patir un tumor de cervell del que posteriorment fou operat i es recuperà.